# Bisbat de Fano-Fossombrone-Cagli-Pergola
El bisbat de Fano-Fossombrone-Cagli-Pergola (italià: diocesi di Fano-Fossombrone-Cagli-Pergola; llatí: Dioecesis Fanensis-Forosemproniensis-Calliensis-Pergulana) és una seu de l'Església catòlica, sufragània de l'arquebisbat de Pesaro, que pertany a la regió eclesiàstica Marques. El 2013 tenia 134.000 batejats d'un total de 138.065 habitants. Actualment està regida pel bisbe Armando Trasarti.

## Territori

Mapa de la diòcesi de Fano-Fossombrone-Cagli-Pergola

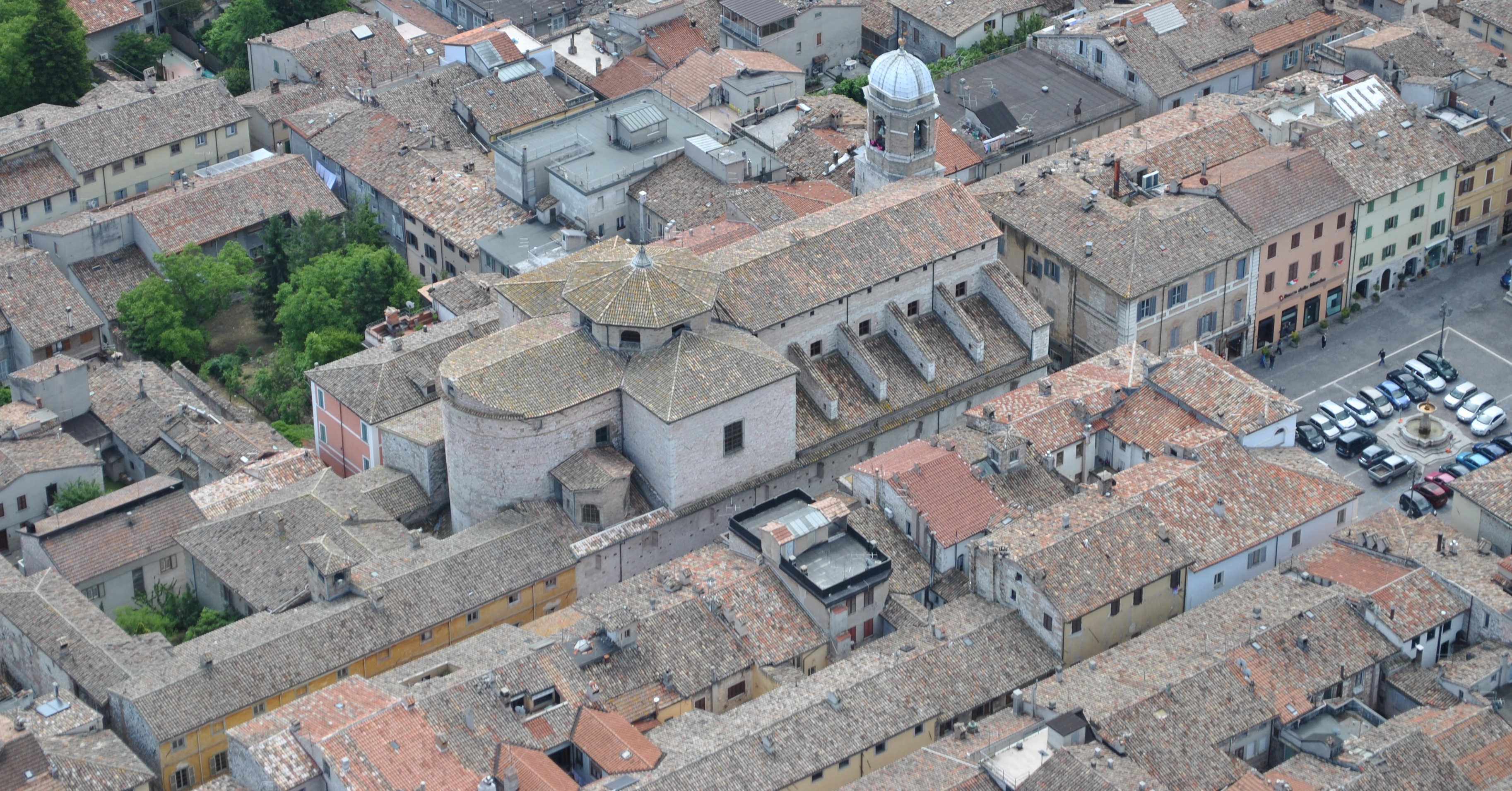
Vista aèria de la della cocatedral de Cagli

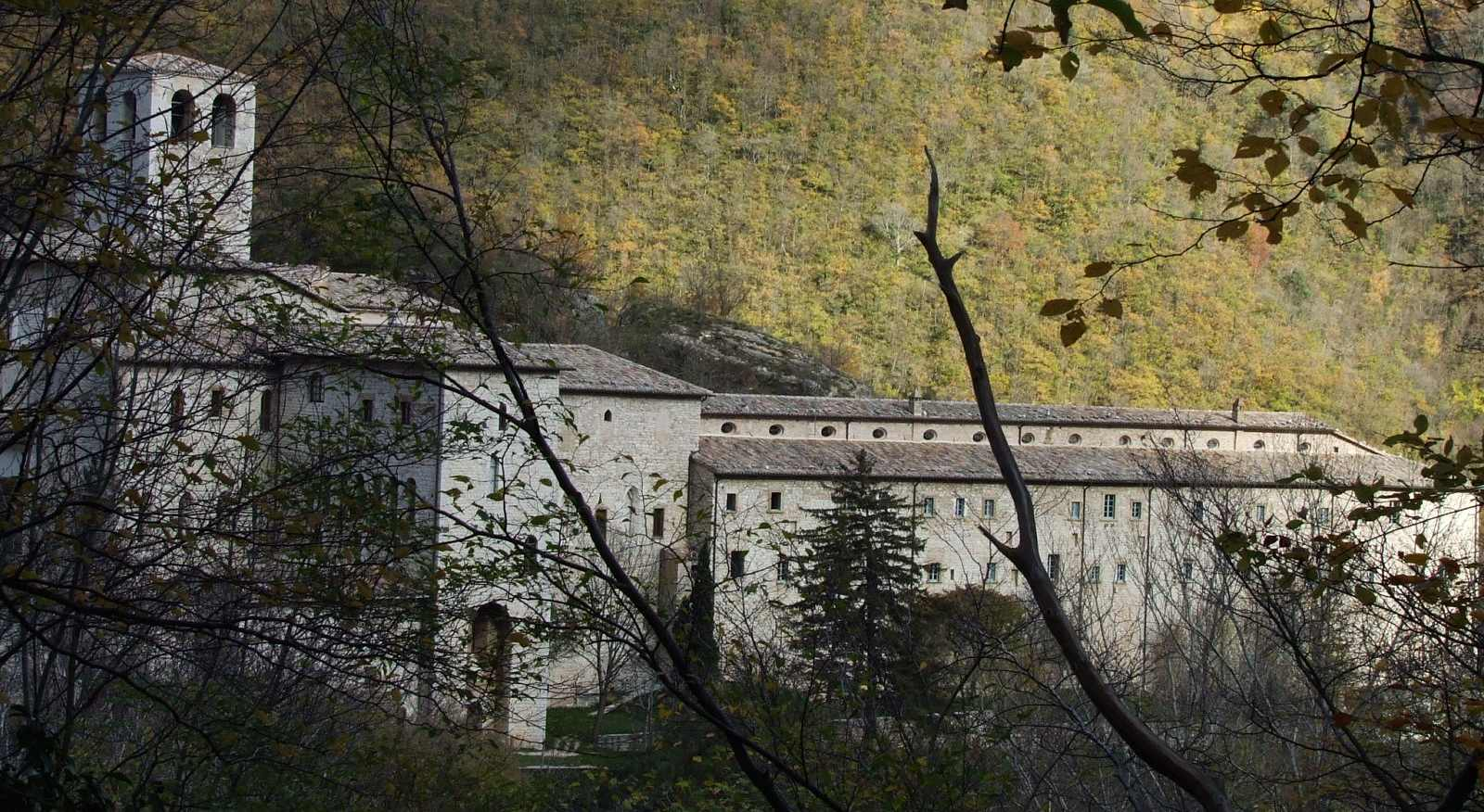
El monestir de Fonte Avellana és un dels llocs religiosos més importants de la diòcesi

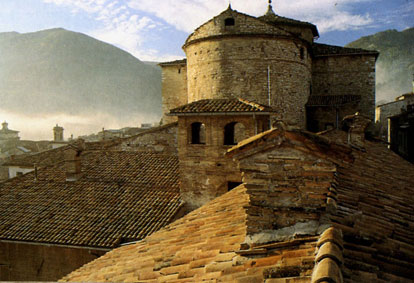
Teulada de la basílica cocatedral de Santa Maria Assunta a Cagli

La diòcesi comprèn la part meridional de la província de Pesaro i Urbino, coincidint en bona part amb la vall del riu Metauro. S'estén sobre 23 municipis: Apecchio, Arcevia (per la part de Palazzo i Nidastore), Barchi, Cagli, Cartoceto, Fano, Fossombrone (llevat la part de Calmazzo), Fratte Rosa, Frontone, Mombaroccio (només la part de Montegiano), Mondavio, Montefelcino (llevat la part de Monteguiduccio e Fontecorniale), Montemaggiore al Metauro, Orciano di Pesaro, Pergola, Piagge, Saltara, San Costanzo (llevat la part de Stacciola), San Giorgio di Pesaro, San Lorenzo in Campo, Sant'Ippolito, Serra Sant'Abbondio i Serrungarina.
La seu episcopal és la ciutat de Fano, on es troba la catedral de Santa Maria Maggiore. La diòcesi, a més, té tres cocatedrals: a Fossombrone Sant'Aldebrando, a Cagli Santa Maria Assunta, a Pergola Sant'Andrea.
El territori està dividit en 74 parròquies, agrupades en 5 vicariats: Fano, Valle del Metauro, Fossombrone, Cagli i Pergola.

## Història

### Diòcesi de Fano
Els orígens de la diòcesi són incerts. Segons la tradició, reportats per l'historiador Fano Amiani, l'evangelització de Fano és a causa del pas per la ciutat de l'apòstol Sant Pere, de Sant Apolinar i d'un bisbe anomenat Ptolemeu. Històricament, les primeres dades fiables són a partir de finals del segle v amb el bisbe sant Vitale qui en 499 va estar present al sínode celebrar pel Papa Símmac i que van signar els decrets amb el títol de «bisbe de Fano»; similarment Sant Eusebi, una mica més tard, va signar les del sínode de 504. Originalment, la diòcesi va ser sufragània de l'arxidiòcesi de Ravenna, capital del Ducat de la Pentàpolis.
D'acord amb aquestes fonts podem dir sens dubte que la diòcesi de Fano es remunta almenys fins a finals del segle v, encara que la llegenda diu que va ser fundada al segle i.
Entre el 755 i el 774 el centre religiós de Fano va ser donat pels francs de Pipí I i Carlemany a l'Església. Encara que aquest territori estava sota el govern directe dels papes, va mantenir una discreta autonomia. En 1335 el papa Benet XII va encarregar el govern dels Malatesta a assumir el vicariat de la ciutat.
No obstant això van romandre fins a 1463 a conseqüència de les rebel·lions populars de Fano contra Sigismondo Malatesta. Aquestes revoltes van ser dirigides a l'obtenció d'una governació totalment eclesiàstica: per tant, a partir d'aquesta data, l'Església es va fer càrrec del territori d'un governador pontifici.
El 1568 la diòcesi de Fano ja apareix immediatament subjecta a la Santa Seu i el seu bisbe va participar en el concili provincial de Ravenna ja no com sufragània, però triant lliurement la província eclesiàstica.
Aquest territori també va veure un breu període sota el poder dels Sforza i dels Valentino. El 1860 va ser incorporat al Regne d'Itàlia. Després de la unitat el bisbe Vespasiani va ser jutjat i empresonat el Dijous Sant.

### Diòcesi de Fossombrone
El nom de l'antiga ciutat de Fossombrone sembla derivar del llatí Forum Sempronii, és a dir, pel triumvir Gai Semproni Grac, qui havia arribat a aquest lloc, al voltant de 133 aC, per a la implementació de la reforma agrària.
L'evangeli de Crist va ser portat a aquesta àrea per sant Felicià de Foligno, al voltant del segle iii. Durant el regnat de Dioclecià van haver els primers màrtirs locals. Fins i tot avui en dia, les restes mortals dels màrtirs Marenzo, Fravita, Urbà, Vincenzo i Martiniano es conserven a la catedral, mentre que la dels màrtirs Aquilino, Gemino, Gelasi, Magno, Donato i Timoteu es conserven a l'església de Sant Felip. El Martyrologium Hieronymianum dona fe que entre els primers bisbes de la diòcesi hi havia un màrtir, Timoteu, que va patir martiri sota l'emperador Dioclecià. Sobre la base d'aquesta informació, per tant, s'establiria la fundació de la diòcesi, també d'acord amb la llegenda, entre finals del segle iii i principis del segle iv.
Una dada més segura que data dels sínodes del Papa Símmac (entre els segles V i VI), en la qual es van signar els documents amb les paraules Innocentius episcopus ecclesiae Forosemproniensis. El bisbe Inocenzo va ser el primer bisbe històricament documentat, que va començar 1500 anys de la història del bisbat. No se sap per Fossombrone cap seu metropolitana, per la qual cosa es creu que des del principi fins al 1563 va estar immediatament subjecta a la Santa Seu.
Al segle v les incursions bàrbares dels gots van assolar la ciutat. Després de la batalla guanyada pel romà d'Orient Narses, Fossombrone va quedar sota l'exarca de Ravenna, i va ser part de la Pentàpolis Annonaria amb Urbino, Cagli, Gubbio i Jesi.
Al segle viii la ciutat va ser destruïda pels longobards dirigits per Luitprand, i posteriorment reconstruïda.
El 1057 el Papa Víctor II per subsidiar la pobresa del bisbe de Fossombrone, va treure de la diòcesi de Senigallia la Missa de Sorbetolo i l'atribuï al bisbe di Fossombrone amb tots els drets eclesiàstics i feudals: així Loretello, Nidastore, Montesecco, San Pietro i Palazzo va esdevenir part de la diòcesi de Fossombrone. Amb la intervenció papal, la diòcesi de Senigallia resultà reduïda a una trentena de quilòmetres quadrats. El bisbe de Senigallia no accepta aquesta àmplia sostracció de les seva diòcesi i els litigis amb Fossombrone van durar gairebé dos-cents anys.
En 999 l'emperador Otó III va fer donatiu de la ciutat al papa Silvestre II i, cap al 1200, amb el Papa Innocenci III va esdevenir un feu d'Azzo VI d'Este. Amb la butlla d'Honori III del 19 de maig de 1224 es van definir els límits de la diòcesi; i amb actes d'infeudació del 12 de juliol de 1228 Azzo VII concedit per tres anys en feu al bisbe Monaldo II la ciutat de Fossombrone i tots els castells, viles i habitants de les zones rurals. Posteriorment, la ciutat va caure sota el domini riminès del Malatesta. Galeazzo Malatesta la va vendre per 13.000 florins d'or a Federico da Montefeltro, que el va vendre a la noble casa dels Della Rovere.
El 4 de juny de 1563, la diòcesi va esdevenir part de la província eclesiàstica de l'arxidiòcesi d'Urbino.
En 1581 es va originar el seminari gràcies a la tasca del bisbe Ottavio Accoramboni, que el va obrir en el seu palau nobiliari; més tard va ser ampliat pel bisbe Giambattista Zeccadoro. De la mateixa manera a Accoramboni es deu la celebració dels primers sínodes, seguint les indicacions del Concili de Trento.
Fins a l'any 1631, la diòcesi estava sota el domini dels ducat d'Urbinoducs d'Urbino, després passà directament a l'Estat Pontifici, fins a la unificació d'Itàlia. Després de la unificació el bisbe Filippo Fratellini va ser jutjat per haver respost a una circular ministerial insultant.
En un butlletí diocesà que data del 1932, sobre la recollida d'ofrenes de la parròquia, enumerem les següents ciutats i pobles, pertanyents a aquesta data a la Fossombrone seient: Fossombrone, Bellaguardia, Cartoceto di Pergola, Caspessa, Castelgagliardo, Fratte Rosa, Isola di Fano, Lastreto, Loretello, Montalto, Montefelcino, Montemontanaro, Montesecco, Montevecchio, Monterolo, Nidastore, Palazzo, Reforzate, Sant'Anna del Furlo, San Gervasio, Sant'Ippolito, Santa Maria della Valle, San Martino Casalduca, San Martino dei Muri, San Pietro in Musio, San Vito sul Cesano, Sorbolongo, San Bartolo, Torre San Marco, Torricella i Villa del Monte.

### Diòcesi de Cagli
La regió situada en un lloc favorable al llarg de la via Flaminia, era zona fàcil d'evangelització des de les primers temps de les comunitats cristianes. El Municipium romà «s'estenia des del Candigliano fins al Cesano, des de Punta Cale Furlo la conca dels Apenins».
La diòcesi de Cagli, històricament comprovada només des del segle viii, es deriva de l'antiga seu de Pitinum Mergens, a 8 km de Cagli Segons la tradició està testificada des de la meitat del segle iv, i es coneixen tres bisbes: Greciano present al concili de Rímini al 359; Romano, present a Roma el 499 al sínode del Papa Símmac; i Viticano present a Roma el 502 a un altre sínode convocat pel mateix Papa.
Després de la caiguda de l'Imperi Romà d'Occident, la diòcesi va veure l'arribada dels bàrbars; però, es va salvar dels incendis i la destrucció, gràcies a la seva ubicació favorable. Així doncs, aquest territori va ser governat pels gots, els romans d'Orient i, finalment, pels longobards.
Finalment el Papa Esteve II, amb l'ajut de Pipí, rei dels francs, va retirar els longobards del territori cagliès. D'aquesta època es reprèn la cronologia, interrompuda durant més de dos segles, dels bisbes amb seu a Cagli.
El 4 de juny de 1563, la diòcesi va esdevenir sufragània de l'arxidiòcesi d'Urbino.
Després de passar un temps sota el control dels ducs d'Urbino, la diòcesi va caure sota el poder directe dels Estats Pontificis el 1626, en època del Papa Urbà VIII.

### Diòcesi de Pergola
Al principi del segle xix els territoris de la futura diòcesi de Pergola van viure una situació jurídica força complexa, estant sota la jurisdicció de diferents entitats eclesiàstiques:
- la major part de la ciutat de Pergola i el seu territori pertanyia a la diòcesi de Gubbio;
- l'àrea a la dreta del riu Cesano anant cap al mar, des del seu naixement a la Catria, inclòs el convent de Zoccolanti, l'església de la Mare de Déu a Cotano a Valrea,[6] la de Tinte, la Verge del Pont, Serralta, Colgodeccio, la Pantana enllà Cesano i Onofrio, formaven part de la diòcesi de Nocera Umbra aquests territoris era el que quedava de l'antic Ducat llombard de Spoleto i del gastaldat de Nocera;
- també l'abadia territorial de Nonantola exercia la seva jurisdicció sobre la parròquia de Sant Marc, l'església de la qual estava dins de les muralles de la ciutat envoltada del seu barri i gran part del territori fora dels murs,
- l'abat de Sitria que tenia jurisdicció sobre els feligresos de Santa Maria a la Piazza Grande, també amb el territori fora dels murs;
- l'abat de Fonte Avellana, amb jurisdicció sobre la parroquia de Sant Andreu amb l'església a l'interior de les muralles i el territori adjacent,
- i finalment la diòcesi de Cagli s'encunya al districte de Conce amb la parròquia de Sant Blai.

El papa Pius VII volia unir tots aquests territoris pergolesos a la diòcesi de Cagli; la intenció es va assolir un cop superada l'oposició del bisbe de Gubbio (que va cedir a canvi de l'exempció de la jurisdicció metropolítanade l'arquebisbe d'Urbino) amb la butlla Romani Pontifices del 31 de gener de 1818. El 25 de maig, després de Carlo Monti va ser nomenat bisbe de l'ampliada diòcesi de Cagli.
No obstant això, a petició dels habitants de Pergola, la ciutat i el seu antic territori, amb l'addició d'una porció de terra substreta a Cagli, va ser elevada a diòcesi pel mateix Papa amb la butlla Commissa tenuitati del 18 de gener de 1819, en virtut de la qual la nova diòcesi de Pergola es va unir aeque principaliter a la diòcesi de Cagli.
La diòcesi té la seva pròpia catedral, a la gran església de Sant Agustí, reformada amb fons del Papa Gregori XVI i es va acabar en 1841. Els agustins van ser traslladats a la imponent església de Sant Francesc, abandonat pels franciscans coventuals; un palau episcopal propi situat al convent de Sant Agustí i el seu propi seminari amb vint alumnes, fins que el bisbe Ettore Fronzi decidí mantenir obert un seminari a Cagli.
El 8 de juliol de 1836, amb el breu Bonum pastorem, el Papa Gregori XVI suprimí l'abadia nullius de San Llorenzo in Campo i va incorporar el seu territori a la diòcesi de Pergola.
Després de la unificació Bisbe Cajani va ser colpejat, perseguit i insultat.

### Diòcesi de Fano-Fossombrone-Cagli-Pergola
L'1 de juny de 1973 Costanzo Micci va ser nomenat bisbe de Fano i Fossombrone i el 15 de gener de 1977, bisbe de Cagli i Pergola: d'aquesta manera les quatre seus es van trobar unides in persona episcopi.
El 30 de setembre de 1986, amb el decret Instantibus votis de la Congregació per als Bisbes, s'establí la unió plena de la diòcesi de Fano, Fossombrone, Cagli i Pèrgola i el nou districte eclesiàstic va assumir el seu nom actual: el primer bisbe de la nova diòcesi, sufragània de l'arxidiòcesi d'Urbino-Urbania-Sant'Angelo in Vado, va ser Mario Cecchini.
El 2 de març del 2000 va esdevenir sufragània de l'arquebisbat de Pesaro.

## Cronologia episcopal

### Bisbes de Fano
- Tolomeo ? †
- Eusebio ? †
- Anònim ? †[7]
- San Paterniano † (segle iv)
- Anònim †
- San Vitale † (citat el 499)
- Sant'Eusebio † (vers 502 - finals de 525)
- Leone I † (589 - 595/596 mort)[8]
- San Fortunato † (vers 596 - 620/625 mort)
- Sant'Orso † (625 - 639 mort)
- Scolastico o Pietro † (citat el 649)
- Domenico † (citat el 679)
- Pietro I † (718 ? - 743 ?)
- Amato † (citat el 748/749)
- Mauro † (citat el 769)
- Ariperto o Agriperto † (inicis de 826 - 851 mort)
- Giovanni I † (851 - 877 mort)
- Marco † (877 - ?)
- Romano † (inicis de 887 - finals de 904)
- Riccardo o Riscelardo † (inicis de 963 - finals de 967)
- Gerardo † (citat el 983)
- Rinaldo o Rainaldo I † (vers 1010 - ?)
- Alberto † (citat el 1027)
- Ugo o Ugone † (1036 - 1048)[9]
- Arduino † (vers 1048 - finals de 1062)
- Pietro II † (1090 - novembre de 1135 mort)
- Rinaldo o Rainaldo II † (1136 - 1165 mort)
- Carbo o Carbone † (1165 - 1177 mort)
- Monaldo † (1178 - 1214 mort)
- Riccardo † (inicis de 16 de març de 1214 - 1223)
- Alberto II † (1223 - 1240)[10]
- Gregorio, O.P. † (1240 - 1245)
- Adiuto † (1245 - 1265 mort)
- Morando, O.P. † (4 d'octubre de 1265 - 1275 o 1276 mort)
- Fedemondo o Fedismondo † (15 de juliol de 1278 - novembre de 1283 mort)
- Borromeo o Bonomo o Romano † (13 de desembre de 1283 - 1288 o 1289 mort)
- Francesco I † (17 d'abril de 1289 - 12 de desembre de 1295 nomenat bisbe de Senigallia)
- Berardo, O.S.B. † (12 de desembre de 1295 - agost de 1305 mort)
- Giacomo I † (22 de gener de 1306 - 1312 mort)
- Giacomo II † (12 de juny de 1312 - inicis de 11 de setembre de 1339 mort)
- Pietro III † (10 de juliol de 1342 - 1356 mort)
- Luca Mannelli, O.P. † (22 de gener de 1358 - 1362 renuncià o mort)
- Leone II (Leoncino), O.F.M. † (8 de novembre de 1362 - 1388 mort)
- Pietro IV, O.E.S.A. † (26 de febrer de 1389 - abril de 1394 mort)
- Giovanni II, O.P. † (14 d'octubre de 1394 - 1407 mort)
- Antonio I David † (20 de maig de 1407 - 1417 mort)[11]
  - Antonio Carbone † (1410 - 1413) (antibisbe)[11]
- Giovanni Firmoni † (15 de desembre de 1417 - 1419 mort)
- Giovanni De Bertoldi, O.F.M. † (1419 - 15 de febrer de 1445 mort)[12]
- Giovanni Enrico De Tonsis, O.F.M. † (10 de març de 1445 - 1482 mort)
- Domenico Antonio, O.F.M. † (2 d'agost de 1482 - 1499 mort)
- Giovanni Battista Bertuccioli, O.S.B. † (11 de setembre de 1500 - 1518 mort)
- Gregorio (Goro) Gheri † (10 de novembre de 1518 - 1528 renuncià)[13]
  - Ercole Gonzaga † (1528 - 1530 renuncià) (administrador apostòlic)
  - Cosimo Gheri † (24 de gener de 1530 - 22 o 24 de setembre de 1537 mort) (bisbe electe)[14]
- Pietro Bertani, O.P. † (28 de novembre de 1537 - 8 de març de 1558 mort)
  - Ercole Gonzaga † (1558 - 1560 renuncià) (administrador apostòlic per segon cop)
- Ippolito Capilupi † (21 de gener de 1560 - 1567 renuncià)
- Francesco Rusticucci † (31 de gener de 1567 - 1587 mort)
- Giulio Ottinelli † (28 de setembre de 1587 - 25 de febrer de 1603 mort)
- Tommaso Lapis † (21 d'abril de 1603 - 2 de juny de 1622 mort)
- Francesco III Boncompagni † (11 de juliol de 1622 - 2 de març de 1626 nomenat arquebisbe de Nàpols)
- Giulio Cesare Sacchetti † (17 de març de 1626 - 16 de setembre de 1635 renuncià)
- Ettore Diotallevi † (16 de setembre de 1635 - 30 d'abril de 1641 mort)[15]
- Alessandro Castracane † (22 de juny de 1643 - 22 de juliol de 1649 mort)
- Giovanni Battista Alfieri † (9 de desembre de 1649 - 17 de setembre de 1676 mort)
- Angelo Maria Ranuzzi † (18 d'abril de 1678 - 17 de maig de 1688 nomenat arquebisbe de Bolonya)
- Taddeo Luigi dal Verme † (20 de desembre de 1688 - 2 de gener de 1696 nomenat bisbe d'Imola)
- Giovanni Battista Giberti † (17 de desembre de 1696 - 26 de novembre de 1720 mort)
- Alessandro Dolfi † (16 de juliol de 1721 - 14 d'agost de 1733 mort)
- Giacomo Beni † (28 de setembre de 1733 - 16 de juny de 1764 mort)
- Giovanni Battista Orsi † (17 de desembre de 1764 - 26 de desembre de 1774 mort)
- Pellegrino Consalvi † (13 de març de 1775 - 2 de febrer de 1787 mort)
- Antonio Gabriele Severoli † (23 d'abril de 1787 - 28 de setembre de 1801 nomenat arquebisbe titular de Petra de Palestina)[16]
  - Sede vacante (1801-1808)
- Francesco Paolucci Mancinelli † (11 de gener de 1808 - octubre de 1815 mort)
- Nicola Serarcangeli † (14 d'abril de 1817 - 11 de juny de 1833 mort)
- Luigi Carsidoni † (29 de juliol de 1833 - 3 de desembre de 1856 mort)
- Filippo Vespasiani † (15 de desembre de 1856 - 7 d'octubre de 1877 mort)
- Camillo Santori † (28 de desembre de 1877 - 9 de maig de 1882 jubilat)
- Camillo Ruggeri † (3 de juliol de 1882 - 23 de març de 1896 mort)
- Vincenzo Franceschini † (22 de juny de 1896 - 29 de març de 1916 mort)
- Giustino Sanchini † (5 de juny de 1916 - 24 de febrer de 1937 mort)
- Vincenzo Del Signore † (20 de setembre de 1937 - 13 de març de 1967 mort)
  - Sede vacante (1967-1973)
- Costanzo Micci † (1 de juny de 1973 - 4 de setembre de 1985 mort)
- Mario Cecchini (11 de febrer de 1986 - 30 de setembre de 1986 nomenat bisbe de Fano-Fossombrone-Cagli-Pergola)

### Bisbes de Fossombrone
- Settimio † (109 - ?)
- Fabiano † (127 - ?)
- Adriano I † (222 - ?)
- Innocenzo I † (231 - ?)
- Timoteo † (284 - 304)
- Andrea I † 310 - ?)
- Alessandro † (409 - ?)
- Carlo † (435 - ?)
- Innocenzo II † (inicis de 499 - finals de 502)
- Felicissimo ? †
- Paolino † (citat el 558/560)
- Marco † (649 - ?)
- Paolo † (735 - ?)
- Leopardo † (inicis de 826 - 852)
- Giovanni I † (853 - ?)
- Geremia † (citat el 860)
- Giovanni II † (citat el 868)
- Pietro I † (inicis de 876 - dopo l'878)
- Andrea † (citat el 908)
- Reginaldo † (citat el 967)
- Adamo † (inicis de 1037 - 1044 o 1046 mort)
- Anònim †
- Benedetto † (inicis de 1049- 1072 mort)
- Folco o Fulconio † (inicis de 1076 - finals de 1086)
- Ubaldo † (citat el 1099)
- Monaldo I † (citat el 1112)
- Gualfredo † (inicis de 1140 - finals de 1046)
- Niccolò II † (inicis de 1179 - finals de 1197)
- Monaldo II † (inicis de 1219 - 1228)
- Sant'Aldebrando † (1228 - vers 1247 mort)
- Beat Riccardo † (1250 - 1255)
- Gentile I † (1255 - 1270)
- Ildebrando ? † (1265 - 1280)
- Gentile II † (1280 - ? mort)[17]
- Giacomo o Iacopo † (25 de febrer de 1286 - 1295 mort)
- Monaldo II † (12 d'octubre de 1296 - 1304 mort)
- Giovanni III, O.S.B. † (17 de febrer de 1304 - 1317 mort)
- Pietro de' Gabrielli † (24 d'abril de 1317 - 8 d'agost de 1327 nomenat bisbe de Gubbio)
- Filippo † (25 de setembre de 1327 - 1333 mort)
- Arnaldo † (1333 - 7 d'octubre de 1342 nomenat bisbe de Apt)
- Ugolino † (20 de novembre de 1342 - 1363 mort)
- Galvano o Garrano di Padova, O.E.S.A. † (11 de desembre de 1363 - octubre de 1372 mort)
- Oddone Ranieri † (23 de novembre de 1372 - 1408 mort)
- Ruello de' Roelli † (1408 - 1420 mort)
- Giovanni Mucci † (12 d'agost de 1420 - 1432 mort)
- Delfino Gozzardini, O.Cist. † (23 de març de 1433 - 1434 mort)
- Andrea da Montecchio † (18 d'agost de 1434 - 29 d'octubre de 1434 nomenat bisbe d'Osimo)
- Gabriele Benveduti † (29 d'octubre de 1434 - 1449 mort)
- Agostino Lanfranchi † (25 de juny de 1449 - 25 de setembre de 1469 mort)
- Gerolamo Santucci † (13 d'octubre de 1469 - 25 de juliol de 1494 mort)
- Paolo da Middelburg † (30 de juliol de 1494 - 1534 mort)
- Giovanni Guidiccioni † (16 de desembre de 1534 - 1541 mort)
- Niccolò Ardinghelli † (13 de juliol de 1541 - 16 de març de 1547 renuncià)
- Lodovico o Luigi Ardinghelli † (16 de març de 1547 - 2 o 9 de febrer de 1569 mort)
- Alessandro Mazza † (1 d'abril de 1569 - 1575 renuncià)
- Orazio Montegranelli † (29 d'abril de 1577 - abril de 1579 mort)
- Ottavio Accoramboni † (15 de maig de 1579 - 1610 renuncià)
- Giovanni Canauli (Cannuli) † (2 d'agost de 1610 - 1612 renuncià)
- Lorenzo Landi † (4 de juliol de 1612 - 12 de desembre de 1627 mort)
- Benedetto Landi † (5 de juny de 1628 - 15 de novembre de 1632 renuncià)
- Giovanni Battista Landi † (21 de febrer de 1633 - 20 de maig de 1647 mort)
- Giambattista Zeccadoro † (24 d'agost de 1648 - 16 de novembre de 1696 mort)
- Lorenzo Fabbri (Fabri), O.F.M.Conv. † (14 de gener de 1697 - 17 d'abril de 1709 mort)
- Carlo Palma † (19 de juny de 1709 - març de 1718 mort)
- Eustachio Palma † (11 de maig de 1718 - 2 de setembre de 1754 mort)
- Apollinare Peruzzini, O.S.A. † (17 de març de 1755 - 25 de gener de 1774 mort)
- Rocco Maria Barsanti, C.R.M. † (13 de març de 1775 - 20 de setembre de 1779 nomenat bisbe de Pesaro)
- Felice Paoli † (20 de setembre de 1779 - 12 de maig de 1800 nomenat bisbe de Recanati e Loreto)
- Stefano Bellini † (11 d'agost de 1800 - 23 de març de 1807 nomenat bisbe de Recanati e Loreto)
- Giulio Maria Alvisini † (11 de gener de 1808 - 31 d'agost de 1823 mort)
- Luigi Ugolini † (24 de maig de 1824 - 16 de novembre de 1850 mort)
- Filippo Fratellini † (17 de febrer de 1851 - 13 d'abril de 1884 mort)
- Alessio Maria Biffoli, O.S.M. † (13 d'abril de 1884 - 21 de febrer de 1892 mort)
- Vincenzo Franceschini † (11 de juliol de 1892 - 22 de juny de 1896 nomenat bisbe de Fano)
- Dionisio Alessandri † (22 de juny de 1896 - 22 d'agost de 1904 mort)
- Achille Quadrozzi † (14 de novembre de 1904 - 1913 mort)
- Pasquale Righetti † (27 de març de 1914 - 20 de desembre de 1926 nomenat bisbe de Savona e Noli)
  - Sede vacante (1926-1931)
- Amedeo Polidori † (23 de setembre de 1931 - 2 de febrer de 1961 jubilat)
- Vittorio Cecchi † (10 de febrer de 1961 - 1 de juny de 1973 renuncià)
- Costanzo Micci † (1 de juny de 1973 - 4 de setembre de 1985 mort)
- Mario Cecchini (11 de febrer de 1986 - 30 de setembre de 1986 nomenat bisbe de Fano-Fossombrone-Cagli-Pergola)

### Bisbes de Cagli
- Graziano (o Greciano) † (citat el 359)
- Romano † (citat el 499)
- Viticano (o Vaticano) † (citat el 502)
- Donato † (? - 721 mort)
- Passivo I (o Podio) † (721 - ?)[18]
- Anastasio † (citat el 731)
- Rodolfo † (citat el 761)
- Gioviano † (citat el 769)
- Adelfredo † (citat el 774)
- Passivo II (o Passino) † (citat el 826)
- Andrea † (citat el 853)
- Giustino o Martino † (citat el 861)
- Giovanni I † (citat el 881)
- Odolardo † (citat el 887)
- Martino † (citat el 898)
- Giovanni II † (inicis de 967 - finals de 968)
- Lodolfo o Liutolfo † (? - 1045 renuncià)
- Ugo o Marco o Azzo † (inicis de 1059 - finals de 1062)[19]
- Giovanni Morigi † (inicis de 1067 - finals de 1077)
- Ugo Siccardi † (1083 - ?)
- Paolo † (1093 - ?)
- Ambrogio † (1106 - 1116)
- Quirico o Quinico o Giumeo † (1128 ? - finals de 1154)
- San Ranieri o Rainerio Massini † (inicis de 1160 - 1175 nomenat arquebisbe de Split)
- Alloderico o Alloderio † (1176 - vers 1211 mort)
- Andronico † (1211 - ?)
- Anselmo † (citat el 1217)
- Alberto † (citat el 1229)
- Egidio, O.S.B. † (1233 - 1259 mort)
- Morando, O.P. † (1259 - 4 d'octubre de 1265 nomenat bisbe de Fano)
- Ugolino Acquaviva † (22 de setembre de 1266 - vers 1269 mort)
  - Iacopo o Ugolino † (inicis de 8 de setembre de 1270 - 1276 mort) (administrador apostòlic)
- Rinaldo Siccardi † (1276 - ? mort)
- Guglielmo Mastini † (21 de juliol de 1285 - 28 de març de 1295 nomenat bisbe d'Aquino)
- Ottavio, O.S.B. † (2 de gener de 1296 - 1296 mort)
- Agnolo o Angelo da Camerino, O.E.S.A. † (17 de desembre de 1296 - 22 d'abril de 1298 nomenat bisbe de Fiesole)
- Lituardo Cerruti o Cervati † (22 d'abril de 1298 - 1301 ?)
- Pacifico † (citat el 1301)
- Giovanni † (citat el 1304)
- Rogerio Todini, O.F.M. † (citat el 1315)
- Pietro I † (25 de febrer de 1319 - 25 de gener de 1326 deposat)
- Alberto o Roberto Sicardi, O.F.M. † (14 de març de 1328 - 1342 mort)
- Guido Luzi o Guidone Spini † (4 de març de 1342 - 13 de setembre de 1347 mort)
- Pietro II, O.P. † (inicis de 30 d'abril de 1348 - 1353)
- Tommaso Sferrato, O.F.M. † (6 de novembre de 1353 - 29 de gener de 1378 nomenat bisbe de Marsico Nuovo)
- Agostino, O.E.S.A. † (15 de febrer de 1378 - 12 de novembre de 1395 nomenat bisbe de Gaeta)
  - Agostino, O.E.S.A. † (14 de novembre de 1395 - agost de 1397 mort) (administrador apostòlic)
- Niccolò Merciario o Marciari † (7 de juliol de 1398 - 3 de novembre de 1413 renuncià i nomenat bisbe titular de Dionisiade)
- Giovanni Buono Luzi † (3 de novembre de 1413 - 1429 mort)
- Genesio o Senesio † (27 de desembre de 1429 - 1439 mort)
- Antonio Severi o Severini † (14 de desembre de 1439 - 15 de juliol de 1444 nomenat bisbe de Gubbio)
- Pietro III † (1448 - 1453)[20]
- Simone Paolo Crispigni o Grespigni † (14 d'octubre de 1444 - octubre de 1460 mort)
- Consoluccio o Consoluto Mastini † (18 d'octubre de 1460 - 11 de març de 1474 renuncià)
- Pierantonio Mastini † (11 de març de 1474 - 1478 mort)
- Guido Bonclerici o Boncheri † (9 de setembre de 1478 - febrer de 1484 mort)
- Barzio o Barozio Barzi † (29 de març de 1484 - 15 de maig de 1494 mort)
- Bartolomeo Torelli, O.P. † (23 de juliol de 1494 - 1496 mort)
- Gaspare Golfi, O.F.M. † (5 de març de 1498 - gener de 1503 mort)
- Ludovico de Lagoria, O.P. † (8 de març de 1503 - 23 de febrer de 1504 nomenat bisbe de Lavello)
- Bernardino De Lei † (23 de febrer de 1504 - 6 de gener de 1506 mort)
- Antonio Crastini o Castriani, O.F.M. † (17 de març de 1506 - 21 de maig de 1507 nomenat bisbe de Montefeltro)
- Giorgio Benigno Salviati, O.F.M. † (21 de maig de 1507 - vers de març de 1513 nomenat arquebisbe de Nazareth)
- Tommaso Albizi o Albini, O.P. † (1513 - 10 de febrer de 1525 nomenat bisbe titular de Betlem)
- Cristoforo Guidalotti Ciocchi del Monte † (10 de febrer de 1525 - 27 de juny de 1550 nomenat bisbe de Marsiglia)
- Giovanni Ciocchi del Monte † (27 de juny de 1550 - 10 d'agost de 1554 mort)
- Cristoforo Guidalotti Ciocchi del Monte † (9 de març de 1556 - 27 d'octubre de 1564 mort) (per segon cop)
- Giovanni Battista Torleoni † (7 de febrer de 1565 - 20 de juliol de 1567 mort)
- Paolo Maria Della Rovere † (8 d'octubre de 1567 - 12 de juny de 1591 mort)
- Ascanio Libertano (Libertani) † (19 de juliol de 1591 - 10 de març de 1607 mort)
- Timocrate (Democrate) Aloigi † (14 de maig de 1607 - 17 de febrer de 1610 mort)
- Filippo Bili (Bigli), C.R. † (17 de maig de 1610 - 24 d'agost de 1629 mort)
- Giovanni Francesco Passionei † (3 de desembre de 1629 - 27 de novembre de 1641 nomenat bisbe de Pesaro)
- Pacifico Trani (Trasi), O.F.M. † (24 de març de 1642 - 31 de desembre de 1659 o 1 de gener de 1660 mort)
- Castracane De' Castracani † (5 de maig de 1660 - 17 d'octubre de 1669 mort)
- Andrea Tamantini † (6 d'octubre de 1670 - març de 1685 mort)
- Giulio Giacomo Castellani, C.R.S.A. † (1 d'abril de 1686 - gener de 1694 mort)
- Benedetto Luperti † (19 d'abril de 1694 - 23 de setembre de 1709 mort)
- Alfonso De' Belincioni † (7 d'abril de 1710 - 12 de juny de 1721 mort)
- Gianfrancesco De' Bisleti † (24 de setembre de 1721 - 9 de desembre de 1726 nomenat bisbe de Segni)
- Girolamo Maria Allegri, O.S.M. † (9 de desembre de 1726 - 1744 mort)
- Silvestro Lodovico Paparelli † (7 de setembre de 1744 - 7 d'octubre de 1754 mort)
- Lodovico Agostino Bertozzi † (16 de desembre de 1754 - 20 de setembre de 1802 mort)
  - Sede vacante (1802-1806)
- Alfonso Cingari † (31 de març de 1806 - 14 de juny de 1817 mort)
- Carlo Monti † (25 de maig de 1818 - 18 de gener de 1819 nomenat bisbe de Cagli i Pergola)

### Bisbes de Cagli i Pergola
- Carlo Monti † (18 de gener de 1819 - 7 de gener de 1842 mort)
- Bonifacio Cajani † (22 de juliol de 1842 - 9 de juny de 1863 mort)
- Francesco Andreoli † (21 de desembre de 1863 - 9 de maig de 1875 mort)
- Luigi Raffaele Zampetti † (5 de juliol de 1875 - 29 de setembre de 1876 nomenat bisbe de Rimini)
- Gioachino Cantagalli † (29 de setembre de 1876 - 10 de novembre de 1884 nomenat bisbe de Faenza)
- Giovanni Battista Scotti † (10 de novembre de 1884 - 18 de maig de 1894 nomenat bisbe d'Osimo e Cingoli)
- Giuseppe Maria Aldanesi † (18 de març de 1895 - 16 de maig de 1906 renuncià)
  - Sede vacante (1906-1908)
- Ettore Fronzi † (12 de setembre de 1908 - 14 de desembre de 1918 nomenat bisbe de Camerino)
- Augusto Curi † (23 de desembre de 1918- 5 de maig de 1925 nomenat bisbe de Bari e Canosa)
- Giuseppe Venturi † (9 de juliol de 1926 - 18 de febrer de 1931 nomenat arquebisbe de Chieti)
- Filippo Mantini † (22 de juny de 1931 - 13 de març de 1939 mort)
- Raffaele Campelli † (8 d'agost de 1939 - 15 de gener de 1977 jubilat)
- Costanzo Micci † (15 de gener de 1977 - 4 de setembre de 1985 mort)
- Mario Cecchini (11 de febrer de 1986 - 30 de setembre de 1986 nomenat bisbe de Fano-Fossombrone-Cagli-Pergola)

### Bisbes de Fano-Fossombrone-Cagli-Pergola
- Mario Cecchini (30 de setembre de 1986 - 8 de setembre de 1998 renuncià)
- Vittorio Tomassetti † (8 de setembre de 1998 - 21 de juliol de 2007 jubilat)
- Armando Trasarti, des del 21 de juliol de 2007

## Estadístiques
A finals del 2013, la diòcesi tenia 134.000 batejats sobre una població de 138.065 persones, equivalent al 97,1% del total.
| any                                       | població | població | població | sacerdots | sacerdots       | sacerdots       | sacerdots             | diaques | religiosos | religiosos | parròquies |
| ----------------------------------------- | -------- | -------- | -------- | --------- | --------------- | --------------- | --------------------- | ------- | ---------- | ---------- | ---------- |
| any                                       | batejats | total    | %        | total     | clergat secular | clergat regular | batejats por sacerdot | diaques | homes      | dones      |            |
| diòcesi de Fano                           |          |          |          |           |                 |                 |                       |         |            |            |            |
| 1950                                      | 60.590   | 60.590   | 100,0    | 128       | 80              | 48              | 473                   |         | 62         | 210        | 47         |
| 1970                                      | 75.000   | 75.000   | 100,0    | 138       | 97              | 41              | 543                   |         | 49         | 230        | 52         |
| 1980                                      | 79.500   | 80.000   | 99,4     | 111       | 77              | 34              | 716                   |         | 34         | 180        | 53         |
| diòcesi de Fossombrone                    |          |          |          |           |                 |                 |                       |         |            |            |            |
| 1950                                      | 27.716   | 27.716   | 100,0    | 61        | 55              | 6               | 454                   |         | 7          | 45         | 40         |
| 1969                                      | 19.105   | 19.157   | 99,7     | 56        | 42              | 14              | 341                   |         | 16         | 28         | 23         |
| 1980                                      | 20.100   | 20.200   | 99,5     | 54        | 47              | 7               | 372                   |         | 7          | 17         | 43         |
| diòcesi de Cagli i Pergola                |          |          |          |           |                 |                 |                       |         |            |            |            |
| 1950                                      | 33.607   | 34.280   | 98,0     | 80        | 65              | 15              | 420                   |         | 16         | 78         | 53         |
| 1959                                      | 33.012   | 34.110   | 96,8     | 68        | 54              | 14              | 485                   |         | 15         | 70         | 54         |
| 1969                                      | 25.738   | 25.752   | 99,9     | 64        | 50              | 14              | 402                   |         | 18         | 71         | 34         |
| 1980                                      | 26.060   | 26.224   | 99,4     | 45        | 35              | 10              | 579                   |         | 15         | 56         | 60         |
| diòcesi de Fano-Fossombrone-Cagli-Pergola |          |          |          |           |                 |                 |                       |         |            |            |            |
| 1990                                      | 132.140  | 133.340  | 99,1     | 194       | 149             | 45              | 681                   | 1       | 47         | 244        | 80         |
| 1999                                      | 121.000  | 125.000  | 96,8     | 163       | 122             | 41              | 742                   | 11      | 48         | 207        | 74         |
| 2000                                      | 121.132  | 122.502  | 98,9     | 163       | 123             | 40              | 743                   | 11      | 47         | 167        | 74         |
| 2001                                      | 121.215  | 122.900  | 98,6     | 160       | 120             | 40              | 757                   | 11      | 47         | 167        | 74         |
| 2002                                      | 122.100  | 127.300  | 95,9     | 152       | 115             | 37              | 803                   | 11      | 44         | 161        | 74         |
| 2003                                      | 123.600  | 128.150  | 96,4     | 143       | 110             | 33              | 864                   | 11      | 39         | 157        | 74         |
| 2004                                      | 124.300  | 128.900  | 96,4     | 142       | 109             | 33              | 875                   | 11      | 37         | 162        | 74         |
| 2006                                      | 126.064  | 128.916  | 97,8     | 142       | 106             | 36              | 887                   | 13      | 43         | 162        | 74         |
| 2013                                      | 134.000  | 138.065  | 97,1     | 124       | 96              | 28              | 1.080                 | 16      | 36         | 146        | 74         |

### Per la seu de Fano
- Francesco Lanzoni, Le diocesi d'Italia dalle origini al principio del secolo VII (an. 604), vol. I, Faenza 1927, pp. 497–499 (italià)
- Giuseppe Cappelletti, Le Chiese d'Italia dalla loro origine sino ai nostri giorni, Venècia 1848, vol. VII, pp. 321–433 (italià)
- Cronotassi dei vescovi di Fano Arxivat 2015-09-24 a Wayback Machine. (italià)
- Pius Bonifacius Gams, Series episcoporum Ecclesiae Catholicae, Leipzig 1931, pp. 689–691 (llatí)
- Konrad Eubel, Hierarchia Catholica Medii Aevi, vol. 1 Arxivat 2019-07-09 a Wayback Machine., p. 245; vol. 2 Arxivat 2018-10-04 a Wayback Machine., p. 152; vol. 3 Arxivat 2019-03-21 a Wayback Machine., p. 194; vol. 4 Arxivat 2018-10-04 a Wayback Machine., pp. 184–185; vol. 5, p. 198; vol. 6, p. 213 (llatí)

### Per la seu de Fossombrone
- Esquema de la diòcesi a www.catholic-hierarchy.org (anglès)
- Francesco Lanzoni, Le diocesi d'Italia dalle origini al principio del secolo VII (an. 604), vol. I, Faenza 1927, pp. 495–497 (italià)
- Giuseppe Cappelletti, Le Chiese d'Italia dalla loro origine sino ai nostri giorni, Venècia 1845, vol. III, pp. 265–283 (italià)
- Gaetano Moroni, Dizionario di erudizione storico-ecclesiastica da S. Pietro sino ai nostri giorni, vol. XXVI, Venècia 1844, pp. 20–43 (italià)
- Cronotassi dei vescovi di Fossombrone Arxivat 2015-04-02 a Wayback Machine. (italià)
- Pius Bonifacius Gams, Series episcoporum Ecclesiae Catholicae, Leipzig 1931, pp. 698–699 (llatí)
- Konrad Eubel, Hierarchia Catholica Medii Aevi, vol. 1 Arxivat 2019-07-09 a Wayback Machine., p. 254; vol. 2 Arxivat 2018-10-04 a Wayback Machine., p. 156; vol. 3 Arxivat 2019-03-21 a Wayback Machine., p. 198; vol. 4 Arxivat 2018-10-04 a Wayback Machine., pp. 189–190; vol. 5, p. 204; vol. 6, pp. 218–219 (llatí)

### Per la seu de Cagli
- Cronologia dels bisbes de Cagli Arxivat 2015-07-01 a Wayback Machine. (italià)
- Ettore Baldetti, Documenti del Comune di Cagli. Regesti I 1. La città antica (1115-1287), Urbania 2006 (italià)
- Gottardo Buroni, La Diocesi di Cagli (Marche), Urbania 1943 (italià)
- Giuseppe Cappelletti, Le Chiese d'Italia dalla loro origine sino ai nostri giorni, Venècia 1845, vol. III, pp. 235–253 (italià)
- Francesco Lanzoni, Le diocesi d'Italia dalle origini al principio del secolo VII (an. 604), vol. I, Faenza 1927, pp. 494–495 (italià)
- Alberto Mazzacchera, Spoliazioni napoleoniche perpetrate nella diocesi di Cagli, in Lo Stato della Chiesa in epoca napoleonica, Urbania 1996 (italià)
- {{{títol}}}. (italià)
- Alberto Mazzacchera, Soppressione degli ordini religiosi e confische dei beni ecclesiastici nella diocesi di Cagli dopo l'Annessione, in Marche e Umbria nell'età di Pio IX e di Leone XIII, Urbania 1998 (italià)
- Alberto Mazzacchera, Origine e soppressione del Monte di Pietà di Cagli, in Monti di Pietà, finanza locale e prestito ebraico nelle Marche in età moderna. Urbania 2000 (italià)
- Alberto Mazzacchera, Immagine del Cristo Morto. Foto del Venerdì Santo di Cagli di Alessandro Adami, Sant'Angelo in Vado 2004 (italià)
- Alberto Mazzacchera, Una città per la chiesa di San Francesco. Il caso della traslazione di Cagli voluta da papa Niccolò IV, in Arte francescana tra Montefeltro e papato 1234-1528, Milano 2007 (italià)
- Luigi Michelini Tocci, Eremi e cenobi del Catria, Cinisello Balsamo 1972 (italià)
- Gaetano Moroni, Dizionario di erudizione storico-ecclesiastica da S. Pietro sino ai nostri giorni, vol. VI, Venècia 1840, pp. 221–222 (italià)
- Giuseppe Palazzini, Le chiese di Cagli, Roma 1968 (italià)
- Giuseppe Palazzini, Pievi e parrocchie del cagliese, Roma 1968 (italià)
- Antonio Tarducci, De' vescovi di Cagli, Cagli 1896 (italià)
- Pius Bonifacius Gams, Series episcoporum Ecclesiae Catholicae, Leipzig 1931, pp. 677–679 (llatí)
- Konrad Eubel, Hierarchia Catholica Medii Aevi, vol. 1 Arxivat 2019-07-09 a Wayback Machine., p. 158; vol. 2 Arxivat 2018-10-04 a Wayback Machine., p. 115; vol. 3 Arxivat 2019-03-21 a Wayback Machine., p. 147; vol. 4 Arxivat 2018-10-04 a Wayback Machine., p. 129; vol. 5, p. 137; vol. 6, pp. 140–141 (llatí)

### Per la seu de Cagli e Pergola
- Esquema de la diòcesi a www.catholic-hierarchy.org (anglès)
- Giuseppe Cappelletti, Le Chiese d'Italia dalla loro origine sino ai nostri giorni, Venècia 1845, vol. III, pp. 254–263 (italià)
- Cronologia dels bisbes de Cagli e Pergola Arxivat 2015-04-02 a Wayback Machine. (italià)
- Butlla Romani Pontifices, a Bullarii romani continuatio, Tomo VII, Prati 1852, pp. 1707–1708 (llatí)
- Butlla Commissa tenuitati, a Bullarii romani continuatio, Tomo XV, Romae 1853, pp. 155–163 (llatí)